# Јулија Картагинска
Јулија Картагинска или Јулија Корзиканска је хришћанска светитељка из 5. века.

## Биографија
Рођена је у Картагини. Након што је Картагина покорена од стране Персијанаца , одведена је и продата као робље у Сирији, као и многи други хришћани из те области. Када је одведена на Корзику, тамо је наишла на пагански празник са жртвоприношењем који је јавно изобличила. Због тога су је тукли, мучили и распели на крст.
Православна црква помиње је 16. јула по јулијанском календару.